# Acymatopus femoralis
Acymatopus femoralis är en tvåvingeart som beskrevs av Sadao Takagi 1965. Acymatopus femoralis ingår i släktet Acymatopus och familjen styltflugor. Inga underarter finns listade i Catalogue of Life.